# ЦАРИКЦ
ЦАРИКЦ — Центральноазиатский региональный информационный координационный центр.
В свете растущей наркоугрозы для стран региона, государствами-сторонами Меморандума о взаимопонимании по региональному сотрудничеству в области контроля над наркотиками (Азербайджан, Казахстан, Кыргызстан, Россия, Таджикистан, Туркменистан и Узбекистан) была согласована и одобрена идея Управления ООН по наркотикам и преступности (ЮНОДК/UNODC)  о создании Центральноазиатского регионального информационного координационного центра по борьбе с незаконным оборотом наркотических средств, психотропных веществ и их прекурсоров (ЦАРИКЦ).
Создание ЦАРИКЦ, являющегося межгосударственным органом по координации усилий компетентных органов государств-участников в противодействии транснациональной наркопреступности, является одним из наиболее масштабных проектов ЮНОДК.
Основные задачи, стоящие перед ЦАРИКЦ:
• содействие в организации, проведении и координации согласованных совместных международных операций по борьбе с незаконным оборотом наркотиков,
• обеспечение сбора, хранения, защиты, анализа и обмена информацией по трансграничной преступности, связанной с незаконным оборотом наркотиков.
ЮНОДК приступило к реализации данного проекта в марте 2005г и уже 7 — 8 февраля 2006, на встрече МОВ в Ташкенте, основополагающие документы, разработанные группой, состоящей из специалистов всех государств участников и ЮНОДК, были одобрены и рекомендованы к подписанию Главами государств-участников. Местом расположения Центра был выбран город Алматы, Казахстан.
Соглашение о создании ЦАРИКЦ , подписанное Президентами Азербайджана, Казахстана, Кыргызстана, России, Таджикистана, Туркменистана и Узбекистана и ратифицированное парламентами Азербайджана, Казахстана, Кыргызстана, Таджикистана и Туркменистана, вступило в силу 22 марта 2009 года. Россия ратифицировала Соглашение о создании ЦАРИКЦ 09 марта 2011 года.
Особенностями ЦАРИКЦ являются то, что он:
— не привязан к какому-либо политическому, военному, экономическому или иному образованию;
— призван сотрудничать со всеми структурами, вовлеченными в борьбу с незаконным оборотом наркотиков, а именно: полицией, таможней, органами по охране государственных границ, специальными службами;
— открыт для присоединения любого государства, заинтересованного в противодействии обороту наркотиков.
Соглашение о Создании ЦАРИКЦ предусматривает институт полноценного членства в организации, а также статус наблюдателя.
К настоящему времени наблюдателями при ЦАРИКЦ являются Австрия, Афганистан, Великобритания, Германия, Канада, Италия, Пакистан, США, Турция, Финляндия, Франция, Интерпол и Центр SECI .
Укрепляется сотрудничество с Интерполом , Европолом, Всемирной Таможенной Организацией,  АТЦ СНГ , БКБОП СНГ и другими международными и региональными организациями.
16 сентября 2009 года подписано Соглашение между Правительством Казахстана и ЦАРИКЦ об условиях его пребывания в г. Алматы, которое регулирует порядок пребывания Центра в г. Алматы, а также другие правоотношения между ЦАРИКЦ и Республикой Казахстан, определяет правовой статус, привилегии и иммунитеты, как самого Центра, так и его сотрудников.
По инициативе ЮНОДК с 1-го ноября 2007 года, то есть до вступления Соглашения о создании ЦАРИКЦ в силу, ЦАРИКЦ функционировал в пилотном режиме с ограниченным штатом сотрудников, что было вызвано объективно длительным процессом подписания и ратификации базового Соглашения.
9 декабря 2009 года состоялась инаугурация здания ЦАРИКЦ в Алма-Ате .
Донорами проекта ЮНОДК по созданию ЦАРИКЦ являются Великобритания, Италия, Канада, Люксембург, США, Турция, Финляндия, Франция и Чехия.
Проект ЦАРИКЦ осуществляется Алматинским офисом Регионального Представительства ЮНОДК в Центральной Азии (UNODC ROCA).